# Ahouanou
Ahouanou  è una città e sottoprefettura della Costa d'Avorio appartenente al dipartimento di Grand-Lahou. Conta una popolazione di 35 004 abitanti (censimento 2014).